# Schloss Tannegg

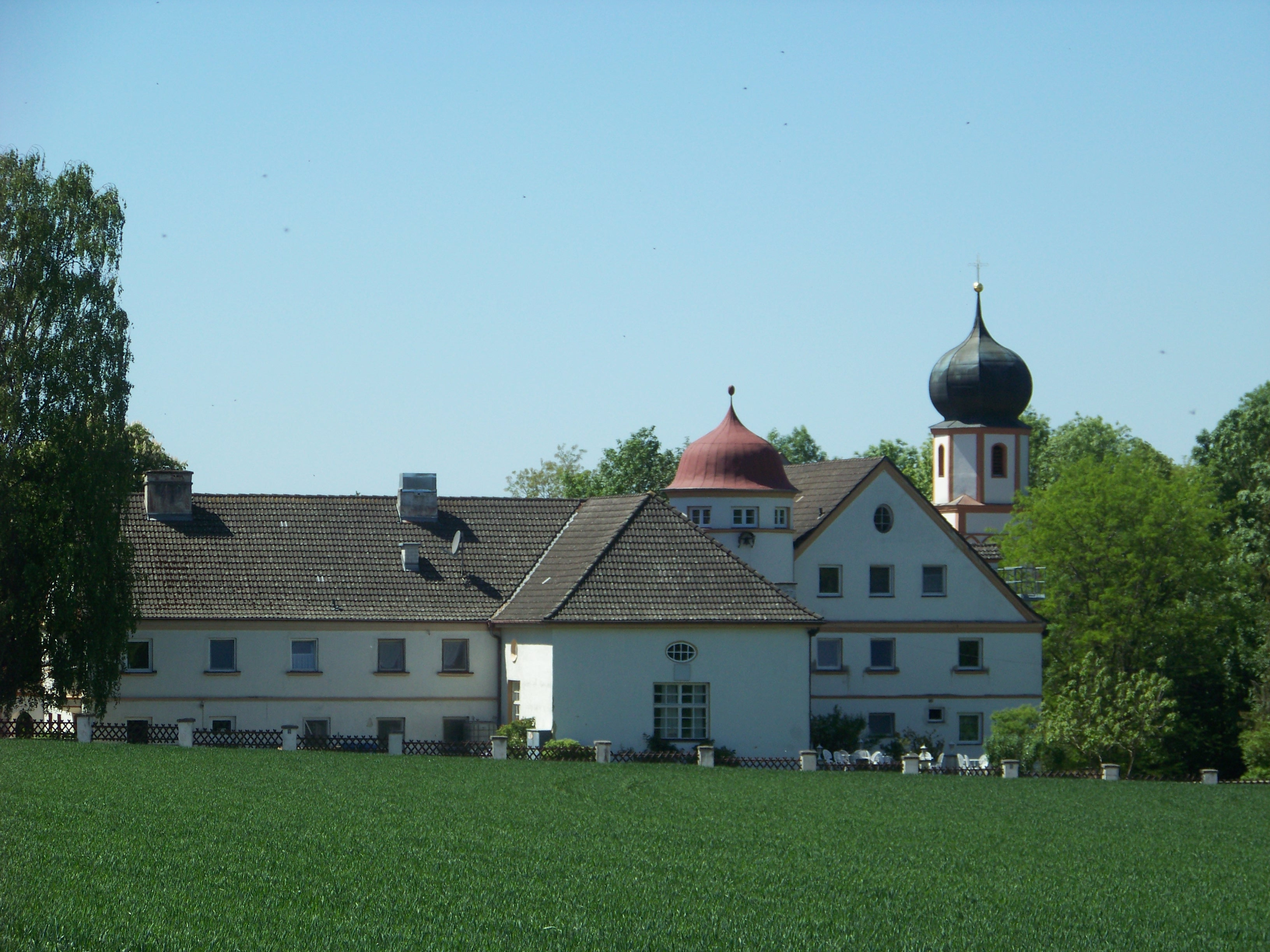
Schloss Tannegg (2018)

Das Schloss Tannegg ist ein Schloss in Unterframmering, einem Stadtteil des niederbayerischen Stadt Landau an der Isar im Landkreis Dingolfing-Landau. Das denkmalgeschützte Bauwerk wird unter der Aktennummer D-2-79-122-73 in der Liste der Baudenkmäler in Landau an der Isar geführt. 

## Beschreibung
Das Gebäude liegt oberhalb der Isarhangleite. Es wurde Anfang des 20. Jahrhunderts als Gutshof errichtet. Es besteht aus einem zweigeschossigen Satteldach- bzw. Walmdachbau mit einem runden Ostturm, die in historisierenden Formen errichtet wurden. Auch die Einfriedung mit einem geschweiften Portal und die südlich gelegene Wegkapelle stammt aus dieser Zeit.

## Heutige Verwendung
Seit 1995 wird die Anlage als soziotherapeutische Langzeiteinrichtung für chronisch alkohol- und medikamentenabhängige Frauen und Männer verwendet. Träger der Einrichtung ist der Deutsche Orden. Es werden hier 34 Patienten betreut, wobei sich die Angebote der Arbeitstherapie auf die vier Bereiche Textil-Werkstatt, Kreativ-Werkstatt, Schreinerei und Töpferei beziehen. In Landau wurde ein zu der Einrichtung gehörender Werk- und Kreativladen eröffnet, in dem die Werke der Patienten angeboten werden. Auch durch Konzerte wird versucht, Kontakt zur einheimischen Bevölkerung herzustellen.